# Die Meistersinger von Nürnberg
Les Maîtres chanteurs de Nuremberg
Pour les articles homonymes, voir Maître chanteur.
Personnages
- Hans Sachs, cordonnier  (baryton-basse)
- Veit Pogner, orfèvre (basse)
- Sixtus Beckmesser, greffier municipal (baryton)
- Walther von Stolzing, jeune chevalier de Franconie (ténor)
- David, apprenti d'Hans Sachs (ténor)
- Eva, fille de Pogner (soprano)
- Magdalene, nourrice d'Eva (contralto)

Airs
- Prélude — Acte I; Acte III
- « Am stillen Herd » (Walther) — Acte I
- « Was duftet doch der Flieder » (Sachs) — Acte II
- « Wahn! Wahn! Überall Wahn! » (Sachs) — Acte III
- « O Sachs, mein Freund! » (Eva) — Acte III
- « Wach auf! » (peuple de Nuremberg) — Acte III
- « Morgenlich leuchtend » (Walther) — Acte III

Die Meistersinger von Nürnberg (en français Les Maîtres chanteurs de Nuremberg) est un opéra de Richard Wagner.

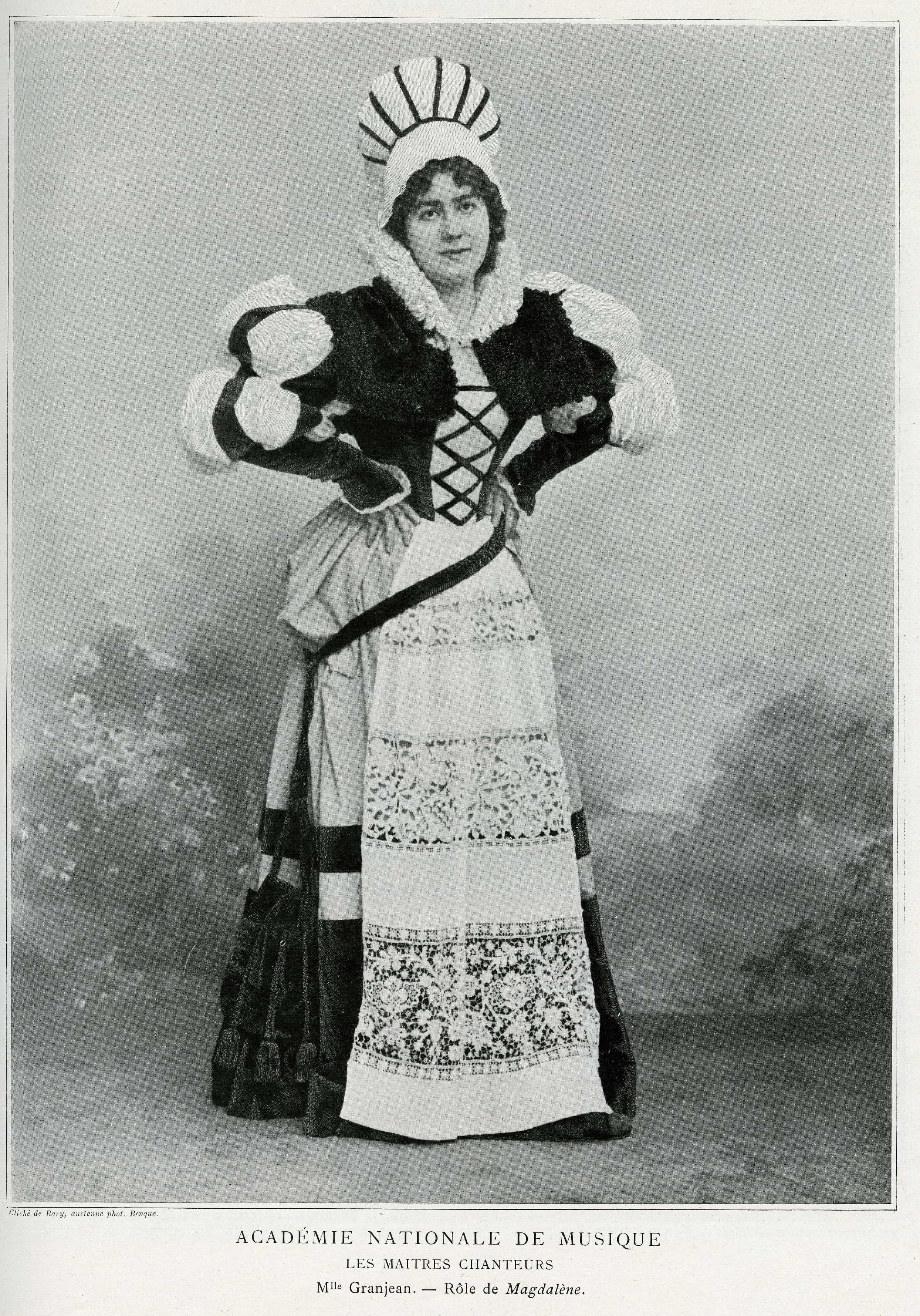
Louise Grandjean dans le rôle de Magdalene.

Septième des dix opéras de maturité de Wagner dans l'ordre d'achèvement, c'est la deuxième comédie de Wagner, après Das Liebesverbot, comédie de jeunesse créée en 1836. Les deux comédies sont seules à s'inscrire dans un contexte historique et géographique précis plutôt que dans un cadre mythique ou légendaire. 
Il porte la référence WWV 96 du catalogue de ses œuvres. Il fut créé le 21 juin 1868 à l'Opéra d’État de Bavière à Munich. Il dure environ quatre heures et demie.

## Fiche technique
- Titre : Die Meistersinger von Nürnberg (Les Maîtres chanteurs de Nuremberg)
  - Description : drame musical en trois actes
  - Durée : environ quatre heures trente minutes sans les entractes
- Catalogage : Wagner-Werk-Verzeichnis 96
- Livret du compositeur[1]
- Composition :
  - Livret : première esquisse en juillet 1845, deuxième et troisième en novembre 1861, rédaction de décembre 1861 à janvier 1862
  - Musique : de janvier 1862 au 24 octobre 1867
- Dédicataire : Louis II de Bavière
- Création : Königliches Hof- und Nationaltheater, Munich, 21 juin 1868. Direction musicale : Hans von Bülow 
  - Entrée au répertoire du Festival de Bayreuth : 1888. Direction musicale : Hans Richter
- Publication : B. Schott's Söhne, Mayence, 1868

## Personnages
| Personnages                                                                                               | Voix                                | Distribution lors de la première, le 21 juin 1868} (Chef d'orchestre: Hans von Bülow) |
| --- | ----------------------------------- | ------------------------------------------------------------------------------------- |
| Eva, fille de Pogner                                                                                      | soprano                             | Mathilde Mallinger                                                                    |
| Magdalena, nourrice d'Eva                                                                                 | mezzo-soprano                       | Sophie Diez                                                                           |
| Walther von Stolzing, jeune chevalier de Franconie                                                        | ténor                               | Franz Nachbaur                                                                        |
| David, apprenti d'Hans Sachs                                                                              | ténor                               | Max Schlosser                                                                         |
| Hans Sachs, cordonnier                                                                                    | baryton-basse, parfois basse élevée | Franz Betz                                                                            |
| Veit Pogner, orfèvre                                                                                      | basse                               | Kaspar Bausewein                                                                      |
| Sixtus Beckmesser, greffier municipal                                                                     | baryton                             | Gustav Hölzel                                                                         |
| Fritz Kothner, boulanger, mastersinger                                                                    | baryton                             | Karl Fischer                                                                          |
| Kunz Vogelgesang, pelletier                                                                               | ténor                               | Karl Samuel Heinrich                                                                  |
| Konrad Nachtigall, ferblantier                                                                            | basse                               | Eduard Sigl                                                                           |
| Hermann Ortel, savonnier                                                                                  | basse                               | Franz Thoms                                                                           |
| Balthasar Zorn, étameur                                                                                   | ténor                               | Bartholomäus Weixlstorfer                                                             |
| Augustin Moser, tailleur                                                                                  | ténor                               | Michael Pöppl                                                                         |
| Ulrich Eisslinger, épicier                                                                                | ténor                               | Eduard Hoppe                                                                          |
| Hans Foltz, chaudronnier                                                                                  | basse                               | Ludwig Hayn                                                                           |
| Hans Schwarz, bonnetier                                                                                   | basse                               | Leopold Grasser                                                                       |
| Un veilleur de nuit                                                                                       | baryton-basse                       | Ferdinand Lang                                                                        |
| Bourgeois et femmes de toutes les corporations, compagnons, apprentis, jeunes filles, peuple de Nuremberg |                                     |                                                                                       |

## Ouverture
Le vorspiel (c'est-à-dire le prélude) de l'opéra est célèbre par son caractère joyeux, pompeux et débordant de vie, conséquence de la lumineuse tonalité d'ut majeur. C'est sans doute un des préludes les plus réussis de Wagner, il contient les principaux leitmotive de l'œuvre, résumant l'opéra avec maestria. Il commence par le pompeux motif des maîtres chanteurs, les caractérisant bien : ce sont des citoyens puissants et satisfaits d'eux-mêmes, traditionalistes n'acceptant que très peu le changement. Le motif lyrique, symbolisant la volonté de renouveau voulue par Sachs et Walther résonne doucement, mais Walther échoue à convaincre les maîtres d'où l'étouffement subit du motif par l'énergique marche des maîtres chanteurs. Celle-ci cède sa place au motif représentant la bonne volonté de la confrérie que Gustave Kobbé appelle « motif de la Fraternité de l'Art », allant crescendo jusqu'à un forte exposant le motif de l'Idéal artistique, qui finit par se superposer aux thèmes des maîtres chanteurs. Ce thème est l'allégorie musicale de la lutte entre les esprits progressistes et conservateurs. Émerge ensuite une belle phrase pleine de force émotionnelle, dont l'idée est celle qui pousse Walther à participer au concours de chant : l'amour d'Eva, c'est le motif de l'Ardeur impatiente (dixit toujours Kobbé). Il est suivi par un fugitif passage du chant de Walther (toujours en ébauche à l'acte II) menant au superbe motif du Printemps qui n'est pas sans rappeler celui de la Walkyrie. Puis dans un passage léger et très drôle confié aux violons, flûtes et hautbois, Wagner tourne en ridicule les maîtres chanteurs (notamment l'arriéré Beckmesser qui massacre sa sérénade à la fin du 2e acte) avant d'ajouter justement le motif du Ridicule en lui-même. Le fait qu'ici le motif du Printemps n'arrive pas à s'imposer montre que Walther et Sachs ont encore beaucoup à faire avant de convaincre les maîtres. Mais le triomphe est au bout du combat et lorsque le motif des maîtres chanteurs et celui de la Fraternité de l'Art reviennent toujours aussi énergiquement, les bois jouent avec vivacité le Chant de Concours de Walther qui semble être porté par les cuivres pompeux. Enfin les maîtres, convaincus, reconnaissent Walther et le travail de Sachs et le supportent avec ferveur. L'allégresse générale de la joyeuse coda annonce l'heureux dénouement de l'œuvre.

## Argument
L'action se déroule à Nuremberg au XVIe siècle.

### Acte I
À l'intérieur de l’église Sainte-Catherine.
Scène 1. Le prélude s'enchaîne directement avec le choral 'Da zu dir der Heiland kam' qui termine le service divin. Eva, fille du riche bourgeois Veit Pogner, orfèvre, et Magdalene, sa nourrice, s'apprêtent à quitter l'église. Walther von Stolzing, jeune nobliau rural ('Junker'), lance des regards fougueux dans la direction d'Eva, qu'il a rencontrée la veille dans la maison de son père, où il loge, venu de sa campagne. Ils sont tombés éperdument amoureux l'un de l'autre. Walther apprend qu'elle est promise au gagnant du concours de chant qui se tiendra le lendemain. Malheureusement, Walther sans être ignorant de cet art n'en est pas un expert.
Scène 2. David, apprenti chez le poète, cordonnier et maître prestigieux Hans Sachs, prépare l'église pour la prochaine réunion des maîtres chanteurs avec les autres apprentis, dont il est le chef. Magdalene, dont David est amoureux, lui promet monts et merveilles s'il apprend à Walther les règles des maîtres. David, après une ode aux maîtres, se lance dans une énumération de l'infinité de styles, de genres et de figures musicales reconnus par la Guilde des chanteurs. David apprend à Walther qu'un maître doit à partir de ces éléments composer une nouvelle mélodie et des vers. Chaque erreur vis-à-vis de ces modes est sanctionnée par le marqueur. Un candidat ne peut faire que sept fautes.
Scène 3. L'assemblée se prépare. Les maîtres arrivent, parmi eux Pogner, Hans Sachs, et aussi Sixtus Beckmesser, greffier de la ville, et surtout 'marqueur' ('Merker') de la confrérie : c'est lui qui lors des épreuves de chant comptabilise les fautes commises par le chanteur. Il voudrait épouser Eva et presse Pogner de l'aider à obtenir la main de sa fille. Walther, quant à lui, fait part au père d'Eva de sa volonté de participer au concours, et donc de se faire admettre comme maître. D'emblée Beckmesser s'en méfie.
Pogner présente Walther à la confrérie : il voudrait devenir maître, car seul un maître pourra épouser Eva. Il doit donc chanter devant la confrérie, qui l'intronisera ou non. Beckmesser est désigné marqueur, et humilie Walther en l'arrêtant au beau milieu de son chant : il n'a plus assez de place sur son tableau noir pour noter les erreurs du chevalier. Walther ne sera pas admis parmi les maîtres.
Hans Sachs enjoint à ses confrères de ne pas rejeter le chant sous prétexte qu'il n'est pas tout à fait orthodoxe, et encourage Walther à poursuivre son ode. Mais le tumulte grandit, le chant est refusé. L'acte se termine dans une extrême confusion, Walther jurant ses grands dieux qu'on ne l'y reprendra plus.

### Acte II
Une rue étroite, deux maisons sur la scène, celle de Pogner, l’autre de Sachs devant laquelle est planté un grand tilleul, et à côté un lilas en fleur. Sereine nuit d’été, la nuit tombe progressivement.
Scène 1. Les apprentis célèbrent la nuit de la Saint-Jean et raillent l'application de David. Celui-ci apprend l’échec de Walter au concours à Magdalene, qui lui en fait le reproche. Il est alors appelé par Sachs.
Scène 2. Eva arrive avec son père ; elle lui demande si elle sera obligée de se marier avec le gagnant. Pogner lui rappelle qu’elle épousera « le maître de son choix ». Magdalene entre et apprend l'échec de Walther à Eva, qui décide d’aller chercher conseil auprès de Sachs.
Scène 3. Hans Sachs, rêvant à l'étrange séduction du chant de Walther, regrette l'attitude des maîtres (Monologue du Lilas : Fliedermonolog)
Scène 4. Eva apparaît, invoque la longue amitié qui les lie, et Hans confirme que le jeune chevalier n'a aucune chance de gagner. Magdalene demande à Eva de rentrer et comprend à son humeur qu'elle est amoureuse. Il faut donc trouver un stratagème. Sachant que Beckmesser a décidé de lui chanter sa sérénade ce soir même, Eva convainc Magdalene de prendre sa place sur le balcon.
Scène 5. Walther apparaît au pied de la maison, Eva descend, et cachés par le tilleul, elle explique son plan pour s'enfuir. Sachs entend la conversation, il sort et éclaire les deux amants. Ils ne savent que penser de son attitude. Ils restent dissimulés.
Scène 6. Beckmesser apparaît dans la ruelle. Aussitôt qu'il commence à chanter sa sérénade, Sachs entonne à tue-tête une ode à Ève expulsée du paradis ('Chant Biblique'), tout en s'accompagnant de son marteau. Magdalene, dans les habits d'Eva, apparaît sur le balcon tandis que Beckmesser désespère de ne pouvoir chanter, et demande à Sachs d’arrêter de travailler. Le cordonnier lui propose un marché : il jouera le rôle du marqueur, soulignant d'un coup de marteau chaque faute de Beckmesser. Beckmesser fait tant de fautes que Sachs finit la paire de chaussures avant la fin de la sérénade, rendant ainsi la monnaie de sa pièce au marqueur qui a humilié Walther l'après-midi même.
Le bruit a éveillé tout le voisinage. David, s'apercevant que c'est Magadelene qui est sur le balcon et reçoit l'hommage de Beckmesser, saisit un gourdin et s'en prend violemment au greffier ; les voisins, attirés par le bruit descendent dans la rue, chacun prend parti, une petite émeute éclate dans tout le quartier. Durant le tumulte, Sachs garde un œil sur les deux amants. Lorsque ceux-ci veulent s'enfuir, il pousse Eva dans les bras de son père, et pousse Walther dans son échoppe. L'acte se termine sur une brillante fugue dans la partition, et dans le plus grand tumulte sur scène.

### Acte III
Dans l'échoppe de Sachs.

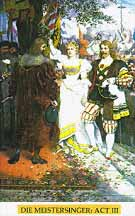
Illustration de Ferdinand Leeke

Scène 1. Sachs est abîmé dans la lecture d'un grimoire ; il quitte sa lecture et soliloque sur les vanités du monde ('Wahn ! Wahn ! überall Wahn !' : Vanité ! Vanité ! Partout la vanité - citation du livre biblique de l'Ecclésiaste). David entre. Il lui demande pardon d'avoir pris part aux émeutes de la veille, mais Sachs semble l'ignorer. L'apprenti se rappelle que c'est aujourd’hui la Saint-Jean, il chante donc son propre chant de la Saint-Jean en hommage à son maître ('Hans' = Jean). Puis préoccupé par ses espoirs de mariage avec Magdalene, il en vient à se demander si son maître ne songerait pas à épouser Eva. Sachs l'envoie se préparer pour le concours, et décide d'aider Walther.
Scène 2. Walther apparaît dans l'échoppe, il sort d'un court sommeil. Il dit à Sachs qu'il a fait un rêve merveilleux. Ceci enthousiasme Sachs, qui lui déclare que l'art se nourrit des rêves, et l'invite à lui raconter ce rêve en le lui chantant. Au cours du chant, il note les vers et la mélodie, puis indique à Walther les corrections à faire. Walther, guidé par Sachs, chante deux couplets tandis que Sachs souligne leur respect des règles des maîtres.
Ils sortent se préparer pour le concours, Sachs oubliant sur la table le feuillet où il a noté le poème de Walther.
Scène 3. Beckmesser, voyant le magasin vide, se risque à entrer. Il remarque le chant laissé sur la table. Il lit, et pense immédiatement que ces vers sont la déclaration d'amour de Sachs à Eva. Sachs revient, Beckmesser dissimule le feuillet, mais Sachs le remarque. Beckmesser le brandit, l'accusant de vouloir séduire Eva. Mais Sachs, sans nier qu'il soit de sa main et laissant croire qu'il est l'auteur du poème, lui dit qu’il peut le garder, et même le chanter s'il le souhaite, pourvu qu'il trouve le ton juste. Beckmesser n'en revient pas : il porte Sachs aux nues et se hâte d'aller préparer son chant de concours sur poème supposé de Sachs.
Scène 4. Eva apparaît, prétextant une paire de souliers dont elle prétend qu'ils la blessent. Walther entre à son tour. Les deux amants n'ont d'yeux que l'un pour l'autre, et Walther improvise le troisième couplet de son chant. Devant la gêne d'Eva envers lui, Sachs affirme qu'il n’a jamais eu l'intention de jouer les rois Marke vis-à-vis d'Eva/Isolde et de Walther/Tristan (Wagner cite dans ce passage des leitmotive issus de Tristan et Isolde.)
David et Magdalene paraissent. Sachs promeut David du grade d'apprenti à celui de compagnon cordonnier, et baptise le chant de Walther Die selige Morgentraum-Deutweise (L'interprétation du doux rêve matinal). Les cinq personnes chantent chacune leurs états d'âme (célèbre quintette) puis ils se rendent sur le lieu du concours.
Une grande prairie. Les citoyens sont en fête. Des tribunes et des estrades sont joyeusement décorées.
Scène 5. La grande procession des guildes pour la Saint-Jean a lieu avant que le concours ne commence. Sachs, est acclamé par le peuple, qui chante l'hymne 'Wach auf !', authentique composition du Hans Sachs historique reprise à l'identique par Wagner. Sachs, très ému, remercie l'assistance.
Le concours va commencer. Il n'y a que deux candidats : Beckmesser et Walther. Beckmesser chante le premier. Il tente de chanter le chant de Walther, il n'a pas trouvé le ton juste, déforme les paroles, mélange tout et se ridiculise devant l'assemblée. Furieux, il s'en prend à Sachs, à qui il attribue le chant. Mais Sachs proteste et reconnaît qu’il aimerait être l'auteur de ce chant magnifique. Il annonce que l'auteur du chant va se faire connaître : Walther s’approche alors et entonne son chant, revu et corrigé. Le public et les maîtres sont subjugués. L'assemblée l'acclame ; Pogner bénit le jeune couple, et décide de conférer à Walther le titre de maître. Mais le chevalier refuse. Sachs intervient : "Ne méprisez pas les maîtres !", il expose leur réelle fonction dans la sauvegarde de l'art « noble et allemand » du chant. Walther accepte finalement l'honneur. Allégresse générale.
Rideau.

## Instrumentation
Un piccolo, deux flûtes, deux hautbois, deux clarinettes, deux bassons, quatre cors, trois trompettes, trois trombones, un tuba, timbales, cymbales, grosse caisse, caisse claire, glockenspiel, triangle, harpe, cordes.

## Thèmes
- La sauvegarde de l'art par la conciliation de la tradition et de la nouveauté. Tout l'opéra mène vers la composition et la création du Chant du concours à l'acte III, et Wagner se présente autant dans la jeunesse, le talent spontané et l'enthousiasme de Walther, dont il montre cependant l'inexpérience, que dans la sagesse et la maîtrise formelle de Sachs, qui tempère ses ardeurs et lui révèle la signification et la logique des canons de la Tablature.
- La médiocrité et le grotesque des critiques dans leur attachement borné à la tradition et leur incapacité à créer, que symbolise le personnage de Beckmesser – dont le nom est depuis devenu une insulte ou une boutade à l'égard de la critique musicale.
- Le dévouement à l'art, qui pousse Pogner à réserver la main de sa fille à un maître chanteur.
- L'humilité de l'artiste face à son art. On peut d'ailleurs se demander si Wagner, de nature orgueilleuse, se reconnaissait plus dans le Sachs qui proclame de bonne grâce la perfection du Chant du concours ou dans le Walther von Stolzing dont le nom évoque le caractère sûr de lui (stolz signifie « fier » en allemand).
- Le renoncement, illustré par l'attitude de Sachs vis-à-vis d'Eva, et d'ailleurs exprimé plus clairement par la musique (prélude de l'acte III) que par le livret ; son personnage même montre la profondeur de l'influence de Schopenhauer sur Wagner, que l'on associe généralement à Tristan et Isolde.
- L'opposition entre les bourgeois, soucieux de sortir de leur condition de commerçants et de s'élever grâce à l'art (une référence aux Juifs d'Allemagne ?), et l'aristocrate cherchant à s'allier à cette classe montante mais rétif à se soumettre aux règles du concours.
- La gloire de l'art allemand, sensible dans l'admonestation de Sachs à Walther après le Chant du concours, qui paraît aujourd'hui choquante. Hoffmannstahl replacera cette emphase dans le contexte des années 1860 : « L'emphase nationaliste est le reflet d'une époque brûlante de fièvre patriotique (celle où on sent l'unité allemande en train de se réaliser)[3]. »

## Remarques
- Beckmesser, le maître pointilleux sur les règles formelles, défenseur borné de la tradition, pédant, orgueilleux et d'ailleurs mauvais chanteur, est souvent vu comme une caricature du critique de la Neue Freie Presse de Vienne Eduard Hanslick, défenseur des brahmsiens et détracteur acharné de Wagner et de ses partisans. Cependant les premières esquisses datent de 1845, avant qu'Hanslick n'écrive en 1846 son premier article sur Wagner – sur un ton d'ailleurs plutôt positif –, et le personnage constitue plutôt une satire de la critique musicale en général. Cependant les divergences profondes et l'animosité qui se développa entre brahmsiens et wagnériens menèrent Wagner à donner au marqueur le nom de Veit Hanslich ou d'Hans Lick dans sa seconde esquisse en prose en octobre 1861. Wagner rapporte dans son autobiographie Mein Leben, une œuvre sujette à caution et non exempte de reconstructions, que la réaction d'Hanslick fut mauvaise lors d'une lecture privée du livret des Maîtres chanteurs, ce que le critique ne mentionne pas dans ses propres mémoires, dans lesquelles il loue même la qualité du livret[réf. nécessaire].
- Si l'on lit l'ouvrage sur un mode autobiographique, on peut également voir Pogner et Eva comme une représentation de Liszt et Cosima, Wagner s'exprimant alternativement par Walther et Sachs.
- Les maîtres utilisés par Wagner portent les noms de vrais maîtres chanteurs, à commencer par Hans Sachs, l'un des maîtres les plus célèbres de l'histoire du chant allemand ; Wagner s'arrange même pour faire citer le nom du douzième maître, Nikolaus Vogel, dont l'absence est expliquée par une maladie. Ces personnages ne constituent cependant pas une reconstitution historique, et très peu d'informations nous sont d'ailleurs parvenues, sauf en ce qui concerne Hans Sachs.
- C'est le seul des opéras de maturité de Wagner qui se termine « bien » – ou en tout cas dans la joie, selon la manière dont on considère la rédemption du Hollandais et de Senta dans Le Vaisseau fantôme et celle d'Amfortas dans Parsifal. On peut le qualifier de « comédie » au sens où Le Chevalier à la rose de Strauss et Hofmannsthal est une « comédie pour la musique ».
- La place particulière des Maîtres chanteurs dans l'œuvre de Wagner n'empêche pas des similitudes avec d'autres opéras :
  - Un concours de chant est également au centre de l'action de Tannhäuser, composé à la même époque que les premières esquisses du livret des Maîtres chanteurs.
  - Le parallèle entre l'éveil du printemps et l'éveil de l'amour, à partir duquel Walther compose son chant, sera poussé plus avant encore par Wagner avec le Chant du printemps de La Walkyrie.
  - Tout comme le Hollandais, Lohengrin, Tristan, Siegmund et Parsifal, Walther est à l'origine un personnage extérieur, arrivant dans une communauté dont les règles ou les principes ne sont pas les siens.
- La fin de l'acte II fut inspirée à Wagner par une bataille à laquelle il assista dans les rues de Nuremberg en 1835.